# Мелитопольский пивоваренный завод

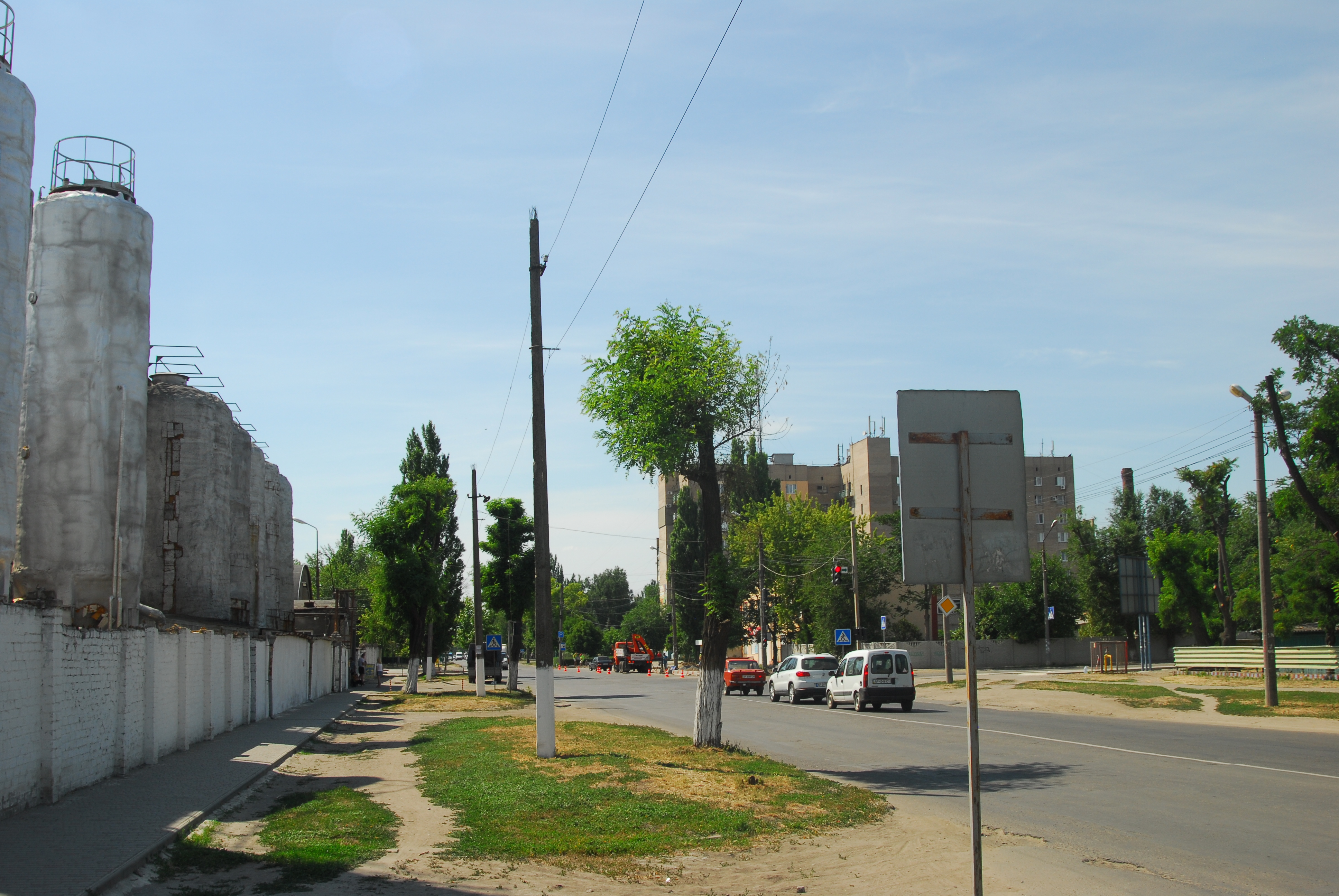

ОАО «Мелитопольский пивоваренный завод» — недействующее предприятие пищевой промышленности Украины, работавшее в области пивоварения. Расположено в городе Мелитополе Запорожской области. Входило в число инициаторов объединения независимых пивоварен Украинская пивная группа.
Сбыт ориентировался прежде всего на рынок Мелитопольского района (до 90%), а также на другие регионы Запорожской и Херсонской областей.

## История
Мелитопольский пивоваренный завод был введен в эксплуатацию в 1966 году, входил в состав Запорожского облпищепрома, впоследствии находился в коммунальной собственности Мелитопольского горисполкома.
В 1994 году пивзавод был приватизирован с созданием открытого акционерного общества.
В 1997 председателем правления завода был избран Евгений Балицкий, будущий Народный депутат Украины. За время его руководства завод был реконструирован, освоил выпуск нескольких новых сортов пива и серии безалкогольных напитков, ликвидировал задолженность по заработной плате и стал одним из наиболее стабильных налогоплательщиков города. С 2005-2006 годов основной задачей маркетинга предприятия стало продвижение торговой марки «Metzler», которая позиционировалась как пиво, сваренное по немецким технологиям.
В октябре 2007 Виталий и Олег Балицкие продали контрольный пакет акций предприятия киевской компании «Минелли Украина». За два месяца контрольный пакет акций предприятия был переоформлен на кипрскую компанию «Protract Enterprises Limited».
Начиная с конца 2007 года владельцы Мелитопольского пивзавода активно развивали идею создания объединения региональных пивоварен Украины Украинская пивная группа, которое ставило целью консолидацию усилий для достижения совокупной рыночной доли на уровне 5%. В полной мере инициатива реализована не была.
Хозяйственная деятельность предприятия во второй половине 2000-х была убыточной, кроме того она была перегружена кредитными обязательствами, а его имущество находилось в залоге в ОАО «Кредитпромбанк». 2009 года путём нескольких хозяйственных договоров и судебных решений по ним имущество пивзавода было выведено в собственность частного предприятия, которое вскоре начало процедуру собственного банкротства.

## Ассортимент
Непосредственно перед прекращением производства предприятие производило 2 сорта пива:
- «Metzler Classic» - светлое пиво с плотностью 11% и содержанием алкоголя 3,7%.
- «Metzler Premium» - светлое пиво с плотностью 12% и содержанием алкоголя 4,8%.

Впоследствии производство пива ТМ «Metzler» было продолжено на мощностях Лисичанского пивоваренного завода «ЛисПи», также входившего в Украинскую пивную группу.